# Tracy Wilson
Tracy Wilson, CM (* 25. September 1961 in Lachine, Québec) ist eine ehemalige kanadische Eiskunstläuferin, die im Eistanz startete.
Wilsons Eistanzpartner war zunächst Mark Stokes. Mit ihm wurde sie 1980 kanadische Juniorenmeisterin im Eistanz.
Ab 1982 lief Wilson mit Robert McCall. Von 1982 bis zu ihrem Karriereende 1988 wurden sie kanadische Meister im Eistanz und nahmen in diesem Zeitraum an allen Weltmeisterschaften teil. Bei den Weltmeisterschaften 1986 in Genf, 1987 in Cincinnati und 1988 in Budapest gewannen sie jeweils die Bronzemedaille hinter den beiden sowjetischen Eistanzpaaren Natalja Bestemjanowa und Andrei Bukin sowie Marina Klimowa und Sergei Ponomarenko. Bronze gewannen Wilson und McCall in dieser Reihenfolge auch bei den Olympischen Spielen 1988 in Calgary. Bei ihren ersten Olympischen Spielen 1984 in Sarajevo waren sie Achte geworden.
Nach den Olympischen Spielen 1988 beendeten Tracy Wilson und Robert McCall ihre Amateurlaufbahn und wechselten zu den Profis. 1989 wurden sie Weltmeister bei den Profis. Sie liefen außerdem für die Eisrevue Stars On Ice.
Nach Robert McCalls Tod hörte Wilson mit dem Eistanzen auf und begann als Eiskunstlaufkommentatorin für verschiedene Fernsehsender zu arbeiten.

## Ergebnisse

### Eistanz
(mit Robert McCall)
| Wettbewerb / Jahr          | 1982 | 1983 | 1984 | 1985 | 1986 | 1987 | 1988 |
| -------------------------- | ---- | ---- | ---- | ---- | ---- | ---- | ---- |
| Olympische Winterspiele    |      |      | 8.   |      |      |      | 3.   |
| Weltmeisterschaften        | 10.  | 6.   | 6.   | 4.   | 3.   | 3.   | 3.   |
| Kanadische Meisterschaften | 1.   | 1.   | 1.   | 1.   | 1.   | 1.   | 1.   |